# Chloroperla kosarovi
Chloroperla kosarovi är en bäcksländeart som beskrevs av Braasch 1969. Chloroperla kosarovi ingår i släktet Chloroperla och familjen blekbäcksländor. Inga underarter finns listade i Catalogue of Life.